# Carpodacus sipahi
El camachuelo escarlata (Carpodacus sipahi) es una especie de ave paseriforme de la familia Fringillidae propia de Asia. Se consideraba la única especie del género Haematospiza pero en la actualidad se clasifica en el género Carpodacus.
Se distribuye por los bosques templados y zonas de matorral de Bután, China, India, Laos, Birmania, Nepal, Tailandia y Vietnam.

## Taxonomía
Esta especie se clasificaba en un género propio pero ahora se clasifica en el género Carpodacus.